# Victorio Edades
Victorio C. Edades (Dagupan, 13 december 1895 – 7 maart 1985), was een Filipijns kunstschilder. Hij staat wel bekend als de "vader van de Filipijnse moderne kunst". In tegenstelling tot klassieke Filipijnse kunstschilders, zoals Fernando Amorsolo waren zijn werken niet vrolijk en kleurrijk, maar gebruikte hij donkere en sombere kleuren. Ook waren zijn schilderwerken niet waarheidsgetrouw, maar schilderde hij vervormde figuren, daarbij gebruik makend van de impasto schildertechniek. Zijn onderwerpen waren veelal arbeiders en hun moeizame leefomstandigheden. Enkele van zijn bekende werken zijn 'The Artist and the Model', 'Portrait of the Professor', 'Japanese Girl', 'Mother and Daughter', 'The Wrestlers' en 'Poinsettia Girl'. Edades werd in 1976 uitgeroepen tot nationaal kunstenaar van de Filipijnen.

## Biografie
Victorio Edades werd geboren in barrio Boloan in Dagupan, Pangasinan. Hij was het jongste van tien kinderen van Hilario Edades en Celia Edades. Zes van de kinderen uit het gezin overleden op jonge leeftijd aan pokken. Na de lagere school in Boloan, ging hij naar San Alberto Magno College, een privéschool geleid door de Dominicanen. Door geldgebrek moest hij echter na korte tijd overstappen naar de openbare middelbare school van Dagupan. Daar viel zijn grote talent voor tekenen op. Een door Edades gemaakte schets van de Filipijnse nationale held José Rizal viel zo in de smaak bij zijn mentor, meneer Dawson, dat hij het portret van president William Howard Taft bij de ingang van de school verving door het werk van Edades. Ook mocht hij vanaf die tijd assisteren bij kunstlessen voor de hogere klassen.
- International Standard Name Identifier: 0000 0000 2659 3298
- Library of Congress Control Number: n82044122
- SNAC: w6g024pj
- Virtual International Authority File: 30878740
- WorldCat: E39PBJvmJVvBch4vVkV48yR9Xd